# فدرالیسم در ایالات متحده آمریکا

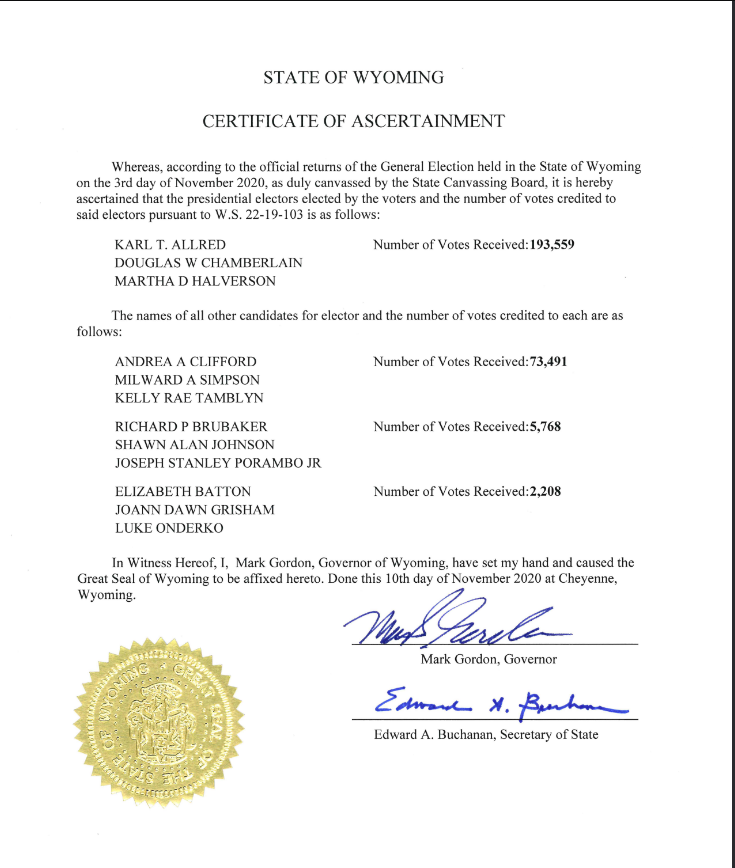
یک نوع قرارداد یا فدرالیسم

فدرالیسم از ریشه لاتین فُئِدوسْ (به لاتین: foedus) یا foederation به معنای اتحاد یا قرارداد یا توافق و پیمان، یک مفهوم سیاسی است که در آن گروهی از واحدها (ایالات، استان‌ها، کشورها و…) به یکدیگر متعهد شده‌اند و به نمایندگی از آنها یک حکومت مرکزی وجود دارد. اصطلاح فدرالیسم همچنین برای توصیف یک سیستم حکومتی به کار می‌رود که در آن حق حاکمیت، مطابق قانون اساسی بین یک قدرت حکومت مرکزی و واحدهای سیاسی تشکیل دهندهٔ آن (مانند ایالت‌ها یا استان‌ها) تقسیم شده است. فدرالیسم، نظامی بر مبنای قواعد دموکراسی و نهادها و سازمان‌هایی است که در آن‌ها قدرت ادارهٔ کشور، بین حکومت‌های ملی و ایالتی یا استانی تقسیم شده است و آنچه که اغلب فدراسیون نامیده می‌شود را ایجاد می‌کند و طرفدارانِ آن «فدرالیست» نامیده می‌شوند. از این رو، همکاری و اتحاد گروه‌ها و واحدهای گوناگون در راستای تشکیل واحدهای بزرگتر برای تأمین اهداف مشترک را «فدرالیسم» گویند. فدرالیسم در شکل کلاسیک آن نوعی تمرکزگرایی سیاسی محسوب می‌شود که از بهم پیوستن واحدها یا کشورهای مجزا و مستقل برای تشکیل یک واحد سیاسی یا کشور جدید است.
کشورهای دارای ساختار فدرال یا با اتحاد میان دولت‌ها یا واحدهای مستقل (چون آلمان یا ایالات متحد آمریکا) یا طی قدرت‌سپاری و دگرگونی یک کشور دارای حکومت یکپارچه (بلژیک، روسیه)، که بعضی از آنها پس از جنگ یا فروپاشی اتفاق افتاده (چون اتیوپی، جزایر قمر، اریتره، سودان، نیجریه و عراق) به این صورت شکل گرفته‌اند. بالا بردن سطح حقوق ایالت‌ها الزاماً فدرالیسم محسوب نمی‌شود. بر اساس پیشنهاد برخی، سیستم حکومتی فدرالِ پیوسته، برای جلب رضایت ایالت‌ها، ایل‌ها و اقلیت‌های استقلال‌طلب جهت پایداری و جلوگیری از تجزیه عرضه گردیده است.
در برخی موارد، به اعضای فدراسیون حق انصراف داده می‌شود، اگرچه قانون اساسی مکتوب لزوماً با واقعیت قانون اساسی مطابقت ندارد. «اعلامیه اصول» مجمع عمومی سازمان ملل متحد در ۲۴ اکتبر ۱۹۷۰ تا حد زیادی حق جدایی را در چارچوب حق تعیین سرنوشت مردم منتفی می‌کند.